# L'altra ràdio
L'altra ràdio és un espai radiofònic especialitzat en la cultura audiovisual, fet íntegrament en català. Les telecomunicacions i els mitjans de comunicació audiovisual són dos dels temes centrals del programa, que ha superat els 40 anys de vida en antena. L'any 2019 va merèixer el Premi Nacional de Comunicació de la Generalitat de Catalunya en la categoria de radiodifusió. L'altra ràdio està dirigit i presentat per Cinto Niqui. El dia 2 de desembre de 2011 va arribar a la seva edició 2.000. L'altra ràdio va néixer a la temporada 1979-80, presentat per Eduard Elías, Amadeo Sala i Manel Domínguez, a partir d'una idea dels radioaficionats i técncis de so de Ràdio Nacional d'Espanya a Catalunya Manel Sorribas i Ramon Lluís. A la temporada 2021-2022 s'emet els dimecres a les 14.05, i els diumenges a les 16.05 a l'emissora pública Ràdio 4.
El podcast de L'altra ràdio es pot escoltar a https://www.rtve.es/play/audios/laltra-radio/
L'any 1986, el programa L'altra ràdio va començar el ‘Digitext’: la primera revista digital en català que arribava als usuaris d'ordinadors domèstics Spectrum, Amstrad i MSX, mitjançant l'FM. El gener de 1992 va començar a distribuir fitxers amb bases de dades sobre radioescolta i telecomunicacions mitjançant l'RSBBS de Rosa Sensat.
Van formar de l'equip de col·laboradors del programa diferents membres de la redacció de la revista Quaderns Tècnics, publicació pionera de la divulgació tecnològica en català, durant el temps que es va mantenir la seva edició entre el 1985 i el 1990.

## Premis
En aquest temps l'espai radiofònic ha rebut els següents guardons:
- Premi Fundació Rafael Peris a la millor iniciativa cultural de la radiodifusió professional 1995.[7]
- Premi APEI 1999 de l'Associació Professional Espanyola d'Informadors de Premsa Ràdio i Televisió.[8]
- Premi Connexió 2000 de la Federació Catalana d'Empresaris Instal·ladors de Telecomunicacions.
- Menció honorífica als Premis Ràdio Associació 2005[7]
- Premi Connexió 2006 de la Federació Catalana d'Empresaris Instal·ladors de Telecomunicacions atorgat pel COETTC.[9]
- Premi Excel·lència 2010 als mitjans de comunicació del Col·legi Oficial d’Enginyers Tècnics de Telecomunicació de Catalunya (COETTC).
- Premi Salvador Escamilla, al millor programa de la ràdio pública catalana, concedit per l'Academia de las Artes y las Ciencias Radiofónicas de España (AER), l'any 2013.
- Premi Nacional de Comunicació en la categoria de Radiodifusió, concedit per la Generalitat de Catalunya, l'any 2019[10]
- Premi a la Comunicació i la Divulgació de les TIC de La Nit de les Telecomunicacions 2022.[11]
- Cinto Niqui rep el Premi Connexiò a l'Excel·lència Professional concedit per la Federació Catalana d'Empreses de Telecomunicacions en la XXI edició, l'any 2022[12]